# Florida Ridge
Florida Ridge is een plaats (census-designated place) in de Amerikaanse staat Florida, en valt bestuurlijk gezien onder Indian River County.

## Demografie
Bij de volkstelling in 2000 werd het aantal inwoners vastgesteld op 15.217.

## Geografie
Volgens het United States Census Bureau beslaat de plaats een oppervlakte van
32,6 km², waarvan 28,0 km² land en 4,6 km² water.

## Plaatsen in de nabije omgeving
De onderstaande figuur toont nabijgelegen plaatsen in een straal van 12 km rond Florida Ridge.